# Topornica (rzeka)
Topornica – rzeka, lewy dopływ Łabuńki o długości 9,59 km. 
Płynie w Padole Zamojskim. Źródło Topornicy znajduje się koło wsi Wychody w powiecie zamojskim, a jej bieg o kierunku północno-wschodnim kończy się w Zamościu przy ulicy Lipskiej. Prawy dopływ Topornicy to struga Wieprzec.
W granicach Zamościa biegnie także stare koryto tej rzeki, położone na zachód od obecnego.